# Tipula (Lunatipula) lamentaria
Tipula (Lunatipula) lamentaria is een tweevleugelige uit de familie langpootmuggen (Tipulidae). De soort komt voor in het Palearctisch gebied.